# اودودبنی (آدیغیه)
اودودبنی (به لاتین: Udobny) یک منطقهٔ مسکونی در روسیه است که در آدیغیه واقع شده‌است.